# سنكلير فيرغسون
سنكلير فيرغسون (بالإنجليزية: Sinclair Ferguson)‏ هو عالم عقيدة بريطاني، ولد في 1948.

## وصلات خارجية
- سنكلير فيرغسون على موقع ديسكوغز (الإنجليزية)